# Nové divadlo (Plzeň)
Nové divadlo je moderní scénou plzeňského Divadla Josefa Kajetána Tyla. Budova byla postavena v letech 2012 až 2014. Nová scéna má kapacitu 461 diváků, Malá scéna („Black Box“) kapacitu 120 diváků.

## Návrh a provedení stavby
Původní ideový návrh portugalské firmy Contemporânea Lda byl finančně nepřijatelný a proto byla pověřena jeho přepracováním společnost Helika, a.s. pod vedením akad. arch. Ing. Vladimíra Kružíka. Podle jejího návrhu vznikla novostavba divadla jako komplex dvou objektů, divadelní a provozní budovy, stavebně i funkčně propojených. Pětipatrová provozní budova je orientována souběžně s frekventovanou Jízdeckou ulicí a vytváří zvukovou bariéru divadelní budově, do které se vchází z Palackého náměstí.
Stavba nového divadla byla oficiálně zahájena 13. června 2012. Dodavatelem stavby byla firma Hochtief CZ a.s..

## Popis stavby
Dominantním architektonickým prvkem objektu je vstupní průčelí – „opona“ z bílého litého betonu s otvory, které tvoří 39 nepravidelných „bublin“ oválného tvaru, z nichž třemi se do budovy vchází. Rozměry čelní fasády jsou: šířka 21,8 m, výška 13,8 m, hloubka 0,6 m, a váha překračuje 100 tun. Výtvarný návrh fasády průčelí pochází z dílny čtyř výtvarníků sdružení Kvadra. Průčelí je směrem do náměstí mírně nakloněno.
Divadelní budova je s provozní budovou spojena komunikačními mostky. Nosným systémem je monolitická železobetonová prostorová konstrukce stěn, desek a sloupů. Plášť budovy tvoří červeně probarvená fasáda z litého betonu v pohledové úpravě; hlavní střešní plášť budovy je navržen jako obrácená střecha se spádovou vrstvou z lehkého betonu, hydroizolačním souvrstvím vytaženým nad úroveň střechy, tepelnou izolací do vlhka a ochrannou vrstvou z vymývaného kačírku. Speciální akustické obložení izoluje hluk z ulice.
Ve veřejném prostoru mezi komplexem divadelních budov je umístěna 3 m široká, betonová plastika velkého oblázku elipsovitého tvaru (o hmotnosti 20 t), která materiálem i tvarem koresponduje s fasádou hlavního průčelí. Skulptura i fasády budovy jsou opatřeny ochranným nátěrem proti sprejerům.

### Vnitřní vybavení
Nové divadlo bylo projektováno s tím, že zde budou uváděny čtyři divadelní žánry: činohra, muzikál – opereta, balet a opera. Tomu odpovídá i vnitřní vybavení budovy nejmodernější jevištní technikou. Pod podlahou jeviště se nachází 8 pojízdných „stolů“, které umožňují jeviště snížit, zvýšit, přiblížit, oddálit i naklonit. Kazetová jevištní točna má rozměry 12×12 m. Bezhlučnost provozu zajišťuje hydraulický pohon na bázi stlačeného dusíku.
Slavnostní opona s grafickým vzorem v hlavním sále je dílem akademické malířky Ivany Hejdukové. Plátno opony je lněné a má velikost 10×16 m. Opona bude doplněna ještě bezpečnostní železnou oponou. Pro diváky je divadlo vybaveno nábytkem, které bylo navrženo na míru architektem Vladimírem Kružíkem, který se zároveň podílel na návrhu a výstavně celé budovy divadla. 

## Otevření divadla
Pro veřejnost se otevřelo Nové divadlo 1. září 2014 předpremiérou opery Bedřicha Smetany Prodaná nevěsta. Slavnostní premiéře 2. září 2014 předcházel průvod divadelníků, který prošel Plzní. Zahájil kulturní sezonu města a zároveň oficiálně otevřel Nové divadlo, kterému požehnal plzeňský biskup Mons. František Radkovský za přítomnosti tehdejšího primátora Plzně Martina Baxy a ředitele Divadla Josefa Kajetána Tyla Martina Otavy. Za patrona plzeňské kultury byl vybrán herec, režisér a divadelní ředitel Vendelín Budil, jehož reliéf připevněný na tyči nesli divadelníci v průvodu. Reliéf byl poté umístěn v zadní části foyeru Nového divadla.
Slavnostní premiéry opery Prodaná nevěsta (2. září 2014) se zúčastnili mimo jiné i ministr kultury Daniel Herman, Jan Burian, bývalý ředitel Divadla Josefa Kajetána Tyla v Plzni, nyní ředitel Národního divadla v Praze a herečka a bývalá první dáma Dagmar Havlová.